# Kalijev nitrat
Kalijev nitrat (KNO3, kalijeva salitra, indijska salitra, bengalska salitra, sanitra) je kalijeva sol dušične kiseline.

## Osobine i svojstva
Korištenjem izraza "salitra" bitno je naglasiti "kalijska salitra", iz razloga što postoji "čilska salitra" i "nordijska salitra".
Kalijev nitrat dolazi u obliku bijelog nehigroskopnog kristalnog praha. Jak je oksidans i lako se otapa u vodi pri čem se voda hladi (endotermna reakcija). Slabije se otapa u etanolu i glicerolu. U 100g (ili 100ml) vode pri 50°C otopa se 80g kalijevog nitrata.
Temperatura tališta mu je oko 337°C, a iznad 350°C počinje otpuštati kisik.
Nakon zagrijavanja na temperaturu iznad 560 °C, mijenja se u kalijev nitrit, proizvodeći kisik:

2 KNO3 → 2 KNO2 + O2
Vodena otopina je gotovo neutralna, ima pH 6,2 pri temperaturi od 14 °C za 10 % otopinu. Nije puno hidroskopan, apsorbira oko 0,03 % vode pri 80 % vlažnosti tijekom 50 dana. Nije topljiv u alkoholu i nije otrovan; može eksplozivno reagirati s drugim tvarima, ali sam nije eksplozivan.

## Proizvodnja
Kalijev nitrat se može napraviti kombinacijom amonijeva nitrata i kalijeva hidroksida:
NH4NO3 (aq) + KOH (aq) → NH3 (g) + KNO3 (aq) + H2O (l)
Alternativni način proizvodnje kalijeva nitrata bez nusprodukta amonijaka je kombinacija amonijeva nitrata i kalijeva klorida:
NH4NO3 (aq) + KCl (aq) → NH4Cl (aq) + KNO3 (aq)
Kalijev nitrat se također može proizvesti neutralizacijom dušične kiseline s kalijevim hidroksidom. Ova je reakcija jako egzotermna.
KOH (aq) + HNO3 → KNO3 (aq) + H2O (l)

## Uporaba
Kalijev nitrat nalazi brojne primjene, uglavnom kao izvor nitrata.
KNO3 se inače koristi i za dobivanje nitratne kiseline (postupkom koji se temelji i na korištenju H2SO4 kao jednog od reaktanata), koristi se kao umjetno gnojivo pošto ima visok udio dušika, kao oksidacijsko sredstvo u krutim kompozitnim raketnim gorivima, kao aditiv u prehrani (E 252). Koristi se i u proizvodnji sladoleda i pasta za zube.

### Gnojivo
Kalijev nitrat je često koristi kao gnojivo, kao izvor dušika i kalija, dviju najvažnijih hranjivih tvari za blijku.

### Oksidans
S obzirom na to da je jako oksidacijsko sredstvo, (uzrokuje oksidaciju drugih tvari), često se koristi u pirotehničkim smjesama u kojima je često pomiješan s raznim drugim tvarima, u različitim omjerima. Sastavni je dio velikog broja pirotehničkih smjesa, no za tu svrhu mora biti čist jer mu onečišćenja utječu na hidroskopnost ili mijenjaju boju plamena smjese (Na i Ca spojevi). Jedna od takvih, među ostalom najpoznatijih kompozicija, je crni barut, koji je zapravo smjesa kalijevog nitrata, sumpora i ugljika (najčešće u obliku ugljena).

Kalijev nitrat je učinkovit oksidans, plamen boji blijedo ljubičasto (jer je kalijeva sol), u dodiru s prirodnim oksidanskima (npr. šećer), crveno.
Također je jedna od tri komponente baruta, zajedno s ugljikom (uglavnom ugljenom) i sumporom. Kao takav barut se koristi kao raketno gorivo, ali također i u kombinacijama sa šećerom. Također se koristi u pirotehnici, koja je mješavina kalijeva nitrata i saharoze. Također se dodaje u cigarete kako bi zapalio duhan.

### Čuvanje hrane
U procesu čuvanja hrane kalijev nitrat je uobičajni sastojak usoljenog mesa još od srednjeg vijeka, ali je njegova uporaba je uglavnom ukinuta zbog nedosljednih rezultata u usporedbi s modernijim nitratima i nitritima. Natrijev nitrat je uglavnom potisnuo kalijev nitrat u kulinarskoj upotrebi, zato što je učinkovitiji od kalijeva nitrata (salitre) u prevenciji bakterijskih infekcija. Kada se koristi kao aditiv hrani u Europskoj uniji, poznat je pod imenom E252. Također je odobren u SAD-u Australiji i Novom Zelandu (gdje je poznat kao INS252).

### Gašenje požara
Kalijev nitrat je glavni čvrsti sastojak kondenziranih aerosoli za suzbijanje požara, ali kada izgara, reagira sa slobodim radikalima vatre i proizvodi kalijev karbonat.

### Uklanjanje panjeva stabla
Kalijev nitrat je glavna komponenta (uglavnom oko 98%) tekućine za uklanjanje panjeva, zato što ubrzava prirodni raspad panja dodajući dušik gljivama koje napadaju panjeve.

### Toplinska obrada metala
Kalijev nitrat je često korišten u toplinskoj obradi metala kao otapalo. Oksidiranje, topljivost u vodi i niske cijene čine ga idealnim za kratkoročnu zaštitu od hrđe.

### Pohrana solarne energije
Natrijev i kalijev nitrat su spremljeni u rastaljenom stanju s pohranjenom solarnom energijom prikupljenom u solarnoj elektrani u Španjolskoj. Postoje ternarne soli, koje uz dodatak kalcijeva nitrata ili litijeva nitrata, koji poboljšava kapacitet topline u rastaljenoj soli

### Farmakologija
Kalijev nitrat se može pronaći u nekim pastama za zube za osjetljive zube. 
Nedavno, upotreba kalijeva nitrata u zubnim pastama za liječenje osjetljivih zubi se povećala i to bi moglo biti učinkovito liječenje.
Kalijev nitrat u nekim zubnim pastama može izazvati napadaje astme u nekih osoba. Prije je bio korišten za liječenje astme i artritisa
Kalijev nitrat je koristan za visoki krvni tlak. Drugi nitrati i nitriti su još u upotebi za liječenje angina.
Nekoć se mislilo da kalijev nitrat uzrokuje impotenciju, i još uvijek se izbjegava u prehrani vojnika, iako nema znanstvenog dokaza za takva svojstva.

## Vanjske poveznice
- International Chemical Safety Card 018402216